# Hydrelia bicolorata
Hydrelia bicolorata är en fjärilsart som beskrevs av Moore 1867. Hydrelia bicolorata ingår i släktet Hydrelia och familjen mätare. Inga underarter finns listade i Catalogue of Life.